# Volha Sudarava
Volha Sudarava (née le 22 février 1984 à Homiel) est une athlète biélorusse, spécialiste du saut en longueur.

## Biographie
Lors des championnats d'Europe de 2012, Volha Sudarava remporte la médaille d'argent du saut en longueur avec un bond à 6,74 m. Elle est devancée par la Française Éloyse Lesueur.

## Palmarès
| Date | Compétition                       | Lieu        | Résultat | Marque |
| ---- | --------------------------------- | ----------- | -------- | ------ |
| 2012 | Championnats d'Europe             | Helsinki    | 2e       | 6,74 m |
| 2013 | Championnats du monde             | Moscou      | 4e       | 6,82 m |
| 2014 | Championnats d'Europe             | Zurich      | 11e      | 6,29 m |
| 2015 | Championnats d'Europe par équipes | Tcheboksary | 2e       | 6,86 m |
| 2015 | Jeux mondiaux militaires          | Mungyeong   | 2e       | 6,36 m |

## Records
| Épreuve          | Épreuve      | Performance | Lieu        | Date            |
| ---------------- | ------------ | ----------- | ----------- | --------------- |
| Saut en longueur | En plein air | 6,86 m      | Tcheboksary | 21 juin 2015    |
| Saut en longueur | En salle     | 6,73 m      | Gomel       | 27 janvier 2012 |